# Garsdon
Garsdon – wieś w Anglii, w Wiltshire, w dystrykcie (unitary authority) Wiltshire, w civil parish Lea and Cleverton. W 1931 roku civil parish liczyła 119 mieszkańców. Garsdon jest wspomniana w Domesday Book (1086) jako Gardone.